# یاندیان، لینکینگ
یاندیان، لینکینگ (به لاتین: Yandian) یک شهرک در جمهوری خلق چین است که در لینکینگ واقع شده‌است. یاندیان ۳۵ متر بالاتر از سطح دریا واقع شده‌است.